# Johann Mohr
Johann Mohr (Hannover, 12 juni 1916 – Midden-Atlantische Oceaan, 2 april 1943), was een Korvettenkapitän in de Kriegsmarine tijdens de Tweede Wereldoorlog. Hij volbracht zijn succesvolle carrière met dezelfde boot, namelijk de "Edelweiss"-boot U 124. Johann Mohr zou later met deze U-boot ten onder gaan.

## DeU 124
De U-boot had als embleem op beide zijden van de commandotoren de "Edelweiss" als "geluksbrenger". Het embleem was geïnspireerd door het verlies met de U 64 in april 1940, als de U-boot een groot aantal van dezelfde bemanning, met inbegrip van de commandant, beschermden, in de wateren van Noorwegen, door herinneringen aan Duitse bergtroepen, Bergjägers, die hetzelfde bloem-embleem hadden op hun gevechtskledij.

## Persoonlijke informatie
Johann "Jochen“ Mohr was een van een handvol U-bootcommandanten die hun volledige U-bootcarrière op één enkele U-boot hadden besteed. Hij voltooide zijn eerste drie patrouilles onder het bevel van Kapitänleutnant Georg-Wilhelm Schulz.
Johann Mohr bereikte grote successen tegen vijandelijke oorlogsschepen. Op zijn eerste patrouille als bevelhebber, in november 1941, torpedeerde hij de Britse lichte kruiser HMS Dunedin en in 1942 trof hij het Franse korvet Mimosa. Mohrs succesvolste patrouille was zijn derde missie naar de Amerikaanse wateren, na zijn vertrek op 21 februari 1942 en zijn aankomst terug in Onderzeebootbasis Lorient op 10 april 1942. In de uitgestoken periscooptop wapperden 10 witte lange driehoeksvlaggen, als zegetekens dat hij 10 schepen op die patrouillemissie had gekelderd. Admiraal Dönitz kwam bijna altijd "zijn" U-boothelden verwelkomen aan de aanlegkade of in de sluis, vooraleer ze naar de U-bootbunkers werden binnengeloodst. Voor hen had hij altijd het grootste respect, in tegenstelling tot veldmaarschalk Göring, die hem gans de oorlog dwars lag en hem bijna geen medewerking verleende, wegens het niet toekennen van verkenningsvliegtuigpatrouilles, en ze te laten uitvoeren, ten gunste voor het U-bootwapen.

## Operatie Paukenschlag
Korvetkapitein Johann Mohr nam met de U 124 succesvol deel aan Operatie Paukenschlag, waarbij hij samen met Reinhard Hardegen, Rolf Mützelburg, Georg Lassen en Erich Topp de kustwateren rond Florida en de Caribische eilanden onveilig maakten. Tussen maart en april 1942 bracht de U 124 van Mohr 10 koopvaardijschepen in de Caribische Zee tot zinken. Vooral opmerkelijk was de nacht van 12 mei 1942, toen Mohr vier vrachtschepen voor een totaal van 21.784 ton van konvooi ONS-92 tot zinken bracht.
Op 17 juni 1942 rapporteerde korvetkapitein Jochen Mohr dat in de loop van zijn aanval op konvooi QNS-100 tot zeven keer toe eensklaps torpedobootjagers vanachter de horizon verschenen waren om recht op hem af te stevenen. Ook oppervlakteschepen hadden blijk gegeven van een bijna griezelige nauwkeurigheid bij hun aanvallen. Admiraal Dönitz kreeg de indruk dat de Britten een nieuw, bijzonder efficiënt instrument hadden uitgevonden om een vijandelijk doel aan de oppervlakte te lokaliseren. Het was de Duitse admiraliteit niet bekend dat de Britten een anderhalvemeter radarinstallatie hadden gebouwd, klein genoeg om door een vliegtuig meegenomen te kunnen worden. Het enige nadeel van die apparatuur was dat ze van heel dichtbij niet meer functioneerde. Maar daar hadden de Britten ook iets op gevonden; Squadron Leader Humphry de Verde Leigh vond een buitengewoon sterk zoeklicht uit dat in een vliegtuig gemonteerd kon worden. Het zogenaamde Leigh Light dat, in combinatie met de radar, tegen de U-boten zo effectief bleek te zijn in de nabije toekomst.
Van 21 tot 24 februari 1943 werd konvooi ON-166 in die periode aangevallen door de U-boot-Wolfpack. In vier dagen tijd werden 14 koopvaardijschepen, met een totale tonnage van 85.000 ton scheepsruimte, tot zinken gebracht.
Daarna werd konvooi ON-167 aangepakt, verkend en aangevallen. In de wateren rondom Trinidad bracht Jochen Mohr persoonlijk, met zijn "Edelweiss"-boot, 4 cargoschepen met een totaal van 23.000 ton tot zinken, die bij konvooi ON-167 behoorden.

## Zijn einde
Johann Mohr werd gedood toen zijn boot met alle manschappen op 2 april 1943, ten westen van Porto, Portugal, door het Britse korvet HMS Stonecrop en de sloep HMS Black Swan fataal werd geraakt door dieptebommen en voorgoed wegzonk naar de zeediepte. Johann Mohr was 26 jaar toen hij sneuvelde...
Een onsamenhangende compositierijmpje, dat door Johann Mohr tijdens zijn terugweg vanaf de Oostkust van de Verenigde Staten, in het Engels werd geschreven, luidde als volgt:
"The moon night is as black as ink
Off Hatteras the tankers sink
While sadly Roosevelt counts the score
Some fifty thousand tons. Mohr” -
("De maannacht is zo zwart zoals inkt.
Nabij Hatteras, de tankers zonken (zinkt)
Terwijl telt Roosevelt droevig de score
Van zowat vijftigduizend ton. Mohr”) -

## Successen
- 27 schepen tot zinken gebracht voor een totaal van 129 292 BRT
- 2 oorlogsschepen tot zinken gebracht voor een totaal van 5775 ton
- 3 schepen beschadigd voor een totaal van 26 167 BRT

## Militaire loopbaan
- Offiziersanwärter: 8 april 1934[4][5]
- Seekadett: 26 september 1934[4]
- Fähnrich zur See: 1 juli 1935[4][5]
- Oberfähnrich zur See: 1 januari 1937[4][5]
- Leutnant zur See: 1 april 1937[4][5]
- Oberleutnant Zur See: 1 april 1939[4][5]
- Kapitänleutnant: 1 september 1941[4][5]
- Korvettenkapitän: 1 april 1943 (Postuum)[2][5]

## Decoraties
- Ridderkruis van het IJzeren Kruis (nr.107) op 27 maart 1942 als Kapitänleutnant en Commandant van de U-124/ 2. Unterseebootsflottille/ Kriegsmarine[2][4][5][6]
- Ridderkruis van het IJzeren Kruis met Eikenloof (nr.177) op 13 januari 1943 als Kapitänleutnant en Commandant van de U-124/ 2. Unterseebootsflottille/ Kriegsmarine[2][4][5][7]
- IJzeren Kruis 1939, 1e Klasse (4 mei 1941)[2][4][5][8] en 2e Klasse (29 november 1939)[2][4][5][8]
- Spanjekruis in brons op 6 juni 1939[4][8]
- Medaille ter herinnering aan de Thuiskomst van het Memelland op 26 oktober 1939[4][8]
- Onderzeebootoorlogsinsigne 1939 op 4 mei 1939[4][8]
- Onderzeebootoorlogsinsigne 1939 met Briljanten op 13 januari 1943[2]
- Hij werd driemaal genoemd in het Wehrmachtsbericht. Dat gebeurde op:
- 26 november 1941[2][4][9]
- 24 maart 1942[2][4][10]
- 18 juni 1942[2][4][11]

## U-bootcommando
- U 124 - 8 september 1941 - 2 april 1943 (+) 6 patrouilles (268 dagen)
- Zie de lijst van door KrvKpt. Johann Mohr gezonken schepen op Uboat.net